# Aeroportul Canarana
Aeroportul Canarana (IATA: CQA, ICAO: SWEK) este un aeroport din Mato Grosso, Brazilia ce deservește zona Canarana⁠(d). Aeroportul a fost tranzitat în 2020 de 186 de pasageri. A fost numit după Q413476⁠(d).
Situat la o altitudine de 400 m, aeroportul dispune de 1 pistă.

## Infrastructură

### Piste
Aeroportul dispune de o singură pistă. Pista 18/36 are suprafața de loam[*] și dimensiunile 1.040 m × 27 m. 